# 张国成 (少将)
张国成，中国人民解放军海军少将，现任江苏省军区政治委员、中共江苏省委常委。

## 生平
张国成先后担任解放军驻台州92095部队（海航4旅）政治委员，驻沪91306部队政治委员。2017年，由解放军海军上海基地选出，当选上海市第十五届人民代表大会代表。2019年7月，因调离上海，代表资格终止。
2019年12月12日，张国成晋升少将。后担任江苏省军区政治委员 。2023年4月，经中共中央批准，任中共江苏省委委员、常委。